# Afriški sužnji v Latinski Ameriki
Afriški sužnji v Hispanoameriki

## Začetki množičnega suženjstva v Hispanoameriki
Po odkritju novega sveta, Amerike, so konkvistadorji zasužnjili njene avtohtone prebivalce (los indígenas), hkrati pa so pričeli z uvažanjem sužnjev, ki so jih zajeli ali odkupili v Afriki. Kmalu po zasužnjenju avtohtonih prebivalcev so se jim pridružili afriški sužnji, ki so kaj kmalu tvorili sestavni del ameriške populacije. Afriški sužnji so kot sužnji ostali tudi po tem, ko se je kolonialno obdobje že končalo, kar je trajalo skoraj tristo let. Na pravice, katere so jih enačile z belo raso, pa so čakali vse do 60. let 20. stoletja. 
Kralj Ndongo, Ngola Kiluanji, je bil sprva proti zasužnjenju črnega ljudstva, kmalu pa so mu koristi, ki jih je od tega imel, pretehtale njegovo neodobravanje, in je v trgovanju s sužnji tudi sam prisostvoval. Njegova hči, Nzinga (španci jo poznajo pod imenom Ginga), je bila krščena v Lizboni in preimenovana v dono Ano de Souso (doña Ana de Sousa), Po vrnitvi v Afriko, leta 1624, so jo imenovali za kraljico. Kraljica Ginga se je odpovedala krščanstvu, saj se je borila za osvoboditev Angole, kateri so zavladali Evropejci, a je bila poražena. Evropejci so tako za novega kralja določili Kiluanji-ja II, ki je kraljeval državi po navodilih Evropejcev. Tako je bilo omogočeno množično suženjstvo afriškega prebivalstva.

## Pred odkritjem Amerike
Preden je španska velesila odkrila novi svet, t. i. Ameriko, so bili afriški sužnji že primorani delati in bili dojeti kot pomembna delovna sila v Španiji. Ekonomsko izkoriščanje kolonij in upor avtohtonega prebivalstva proti prisilnemu delu, je bilo povod za še večje izkoriščanje in intenzivno trgovanje s sužnji.
Sužnji so prisostvovali pri prvih odpravah in ekspedicijah v novi svet, bili so glavni postreščki konkvistadorjev  na njihovih odkrivanjih sveta. »Črno« suženjstvo je bilo odločilnega pomena za ekonomsko delovanje v novem svetu. Na Kubi in v Braziliji so predstavljali glaven vir delovne sile in dohodka za višji sloj. Kuba je bila ena izmed prvih kolonij, kamor so uvozili črnske sužnje, zaradi pomanjkanja delovne sile, saj so zasužnjeni avtohtoni prebivalci hitro umirali zaradi nemogočih razmer v katerih so živeli in krutega izživljanja nad njimi. Ker jim je delovna sila prehitro umirala, so se morali spomniti učinkovite rešitve, ki je bila uvoz črnskih sužnjev na Karibe.

## Afriški sužnji na Karibih
Ko so se prvič pojavile prve plantaže sladkorja v 16. stoletju v Portoriku oziroma po vseh Karibih, sta sladkor in suženjstvo postala sinonima . V Portoriku je bilo v drugi polovici 19. stoletja naštetih največ afriških sužnjev, leta 1846, je bilo okoli 51.216 zasužnjene afriške delovne sile. Sužnji so bili ugrabljeni ali pa odkupljeni v Afriki, nato pa so bili v nevzdržnih pogojih prepeljani preko Atlantskega oceana. Čeprav je suženjstvo poznano že od pamtiveka, so ga formalno potrdili kot legalnega šele 12. 2. 1528, katerega je potrdil kralj Karel V Habsburški (Carlos I y V del Sacro Imperio Romano Germánico).
Prve sužnje so pripeljali na Españolo (danes Haiti in Dominikanska Republika), Portoriko in Kubo, zaradi porasta smrtnosti avtohtonih prebivalcev in želje po novih odkritjih, še neosvojene in neodkrite zemlje.

## Prihod sužnjev v Novi svet in težave
Prihod tolikšnega števila afriških sužnjev je predstavljal kar nekaj težav. Glavna težava je bila pokristjanjevanje. Sužnji, pripeljani z zahoda Afrike, so govorili različne jezike in dialekte, prav tako so bili del različnih kultur. Druga izmed težav je bila najti in naučiti dovoljšno število tolmačev. Za Afričane, je bilo krščanstvo nekaj popolnoma neznanega, prav tako jim je bilo o veri zelo težko govoriti zaradi prej omenjenih razlogov. Misijonarji so zato množično pokristjanjevali sužnje, saj jim je bilo to opravilo najlažje izvedeno. Tretja težava, ki je pestila španske uradnike v kolonialnem času, je bilo število sužnjev in organizacija trgovine. 
Španija je po pogodbi nadzorovala število afriških sužnjev, ki so jih prevažali preko Atlantika. Prav tako je podeljevala dovoljenja družbam, za prevoz črnske delavne sile, katere so sužnje naprej prodajali po Ameriki. Prva dovoljenja so bila uradno izdana leta 1518 in že prvih osem let, se je v Ameriko prepeljalo preko 4.000 sužnjev. Leta 1528 je Španija izdala potrdilo samo eni družbi in s tem uvedla monopol. Ker španska krona ni imela v Afriki nobenih kolonij, je bil trg s sužnji nadzorovan s strani tujih družb, najpomembnejša med njimi pa je bila britanska South Sea Company (Compañía de los mares del sur, Družba južnih morjá), katera je postala glavna uvoznica sužnjev leta 1713. V Afriki so kupovali vojne zapornike in Afričane, katere so zasužnjili že Arabci.

## Trgovanje s sužnji (trata africana)
Trgovina s sužnji je trajala skoraj štiri stoletja. Črnske sužnje so v ladjah prepeljali čez Atlantik, v nemogočih pogojih. Na začetku 18. stoletja je bilo 'normalno' da je kar 20% tovora umrlo. Trgovina s sužnji je bila kar nekaj časa v rokah Portugalcev in Arabcev, ki so sužnje prepeljevali tudi v Azijo.
Število zasužnjenih Afričanov variira, po različnih ugibanjih, naj bi bilo med 15. in 19. stoletjem prepeljanih med 10.000.000 in 60.000.000 Afričanov. Med njimi štejemo tudi sužnje prepeljane v Indijo ter tiste, ki so kot sužnji ostali v Afriki. Preko 100.000 Afričanov, pa je bilo prepeljanih vsako leto v suženjstvo. Ko so afriški sužnji prispeli v novi svet, so jih zaprli v karanteno, da bi preprečili bolezni, nato so bili ožigosani in pripravljeni za prodajo . 
Kraji, kamor je bilo prodanih največje število sužnjev, so bile geografsko gledano nižine, kjer je prevladovalo tropsko podnebje, torej vroči kraji z nerazgibanim reliefom. Glavni kraji so bile obale Karibov, obale Atlantika, kjer so se razvijale tropske plantaže.
Sužnji so bili izpostavljeni preobremenjenemu delu in trpinčenju s strani lastnikov. Sužnji za njih niso bili osebe, pač pa stvari, katere so lahko kupovali in prodajali, stvari brez pravic. Suženj, ki je bil prepeljan v Ameriko, je predstavljal delovno silo vse do svoje smrti, enakega odnosa in položaja pa so bili deležni tudi njihovi potomci. Zaradi nevzdržnih pogojev za življenje, je bilo njihovo življenje tako kratko, in ker je bila rodnost afriških sužnjev bore majhna, je bila nujno potrebna konstantna vpeljava novih sužnjev.

## Trikotni trg
Več kot tri stoletja, je trikotni trg predstavljal ilegalen trg, ki se je razvil med Evropo, Afriko in Ameriko. Trg je omogočal bogatim še bolj obogateti, saj so kopičili svoj kapital s pomočjo sladkornega trga in prodaje afriških sužnjev na Karibih, Haiti je bilo njihovo glavno 'skladišče'.
Slika ob strani predstavlja trgovanje treh celin in sicer: V Evropi so gradili tovarne blaga, kjer so delavce šivali blago iz bombaža, kar so kasneje z barkami prepeljali v Afriko. V Zahodni Afriki so blago menjali za sužnje, katere so natrpali v barke in jih prepeljali v Ameriko. Tam so bili sužnji prodani lastnikom plantaž, ki so jih uporabili kot zastonj delovno silo, da so gojili bombaž, sladkor in tobak. Z zasluženim denarjem od proizvoda so trgovci kupili barke, katere so bile polne bombaža, sladkorja in tobaka. Vse to so prepeljali v Evropo, kjer so to tudi prodali in ustvarili ogromen zaslužek za trgovce.

## Suženj kot pomembna delovna sila
Sužnji so pod prisilo delali: 
1. V rudnikih srebra v Peruju in Mehiki. Doživeli so veliko število nesreč med delom, zaradi neznosnih pogojev v rudnikih, jih je tam ogromno preminilo. Afriški sužnji so se le stežka privadili klimi, prav tako, pa so bili žrtve mnogoterih bolezni.
2. V rudnikih zlata v Novi Granadi, Antioquí-ji, Popayán-u in Chocó-ju
3. V poljedelstvu, kjer so bili kot pomembna delovna sila v sladkorni industriji v Mehiki in ob obali Peruja, kjer so pridelovali sladkor, pšenico in vino. Prav tako so pridelovali kakav v Venezueli in Quito-ju. Bili so zadolženi tudi za pašnjo živine v Urugvaju in Paragvaju.
4. Kot gospodinje in postreščki na domovih višjega sloja. [3]

## Suženjstvo kot urbana institucija
Sužnji so v mestu glede na spol opravljali različna dela. Ženske so bile zadolžene za čistočo v hiši, za kuhanje in vzgojo otrok. Moški so bili zaposleni na vrtu, polirali so bronaste predmete, skrbeli za konje in vozili kočije. Sužnji so bili pogostokrat prodajalci sadja in raznih predmetov, prav tako so pogosto delali v tekstilnih delavnicah. Sužnji so pogosto postali specializirani obrtniki, šivali so obleke, izdelovali čevlje, predmete iz železa in pohištvo. Ženske so bile primorane v prostitucijo, denar, ki so za to zaslužile so morale dajati svojim gospodarjem. Afriški sužnji so bili nepogrešljivi člani družbe ter gospodarske ekonomije. Suženjstvo se je prelevilo v navado oziroma tradicijo.

## Življenje afriških sužnjevt
Življenje sužnjev je bilo zaznamovano s težkim delom in konstantnim trpinčenjem. Bičanje, okovi in ostali pripomočki za trpinčenje sužnjev so bili del njihovega vsakdana.
Spali so na leseni deski v baraki za glavno hišo. Jedli so še cenejšo hrano, kot jo je bilo mogoče dobiti v trgovini. Sužnji, ki so živeli na obalah, so morali sami kultivirati, oziroma pridelovati svojo hrano. Oblečeni so bili v raztrgana in revna oblačila, katera so menjali največkrat dvakrat letno. Zdravniške pomoči so bili deležni le, ko je bilo to res nujno, a v številnih primerih, je pomoč prišla prepozno. Večino gospodarjev je smatralo, da si sužnje lastijo, zato je bilo za njih logično, da si lastijo tudi Afričanke, katere so posiljevali, kar pojasni porast mulatske rase v kolonialnem obdobju. 

## Zakoni
Zakoni so gospodarju sužnja nalagali, da ga mora pokristjaniti, z njim ravnati primerno in jih spodbujati v zakon. Kljub temu, da je bil zakon jasen, je bil zelo kratek in nenatančen. Kljub temu, da je bilo sužnje prepovedano usmrtiti, pa se je njihovim lastnikom podeljevala popolna oblast nad njimi. Življenje sužnjev ni bilo toliko odvisno od zakona, kot pa od osebnosti njihovega gospodarja ter socialne in ekonomske pozicije, ki je močno variirala. V predelih z rudniki in plantažah, je bilo življenje sužnjev neznosno težko, medtem ko so v urbanih predelih, kjer so se ukvarjali z delom po domovih (kjer so čistili, vozili kočije), imeli malce olajšano življenje, a jih je bilo v teh predelih zelo malo. 

## Manifestacije
Afriški sužnji so bili vpleteni v pogoste upore, večino izmed njih pa se je resigniralo (vdalo v usodo). Prav tako je pomembno to, da so bili sužnji med seboj pogosto rivali, saj so izhajali iz različnih plemen, ki so bili med seboj sovražniki, zato je med njimi težko zaslediti kakršnokoli povezanost, unijo, bratstvo, kar lahko povežemo s pogostimi neuspelimi upori.
Dve najpogostejši vrsti manifestaciji: Prvo bi lahko kvalificirali kot pasivni upor, ko so sužnji navodila svojega gospodarja razumeli že prvič, pa so se delali, kot da jih ne razumejo, prav tako so pogosto 'izgubljali' orodja, ali pa so svojo nalogo opravili zelo slabo. Kazen za to je bilo bičanje ali pa so bili sam okarani, odvisno od gospodarja. Drugo pa lahko kvalificiramo kot sužnji, ki so zbežali, da bi se osvobodili. Ubežnikom se je reklo »cimarrones«, nekateri izmed njih so tudi uspešno zbežali v anonimno zatočišče, kjer so za svoje delo dobivali plačilo. V nekaterih predelih so se zbirali v združenja imenovala »palenques« ali »cumbes« s ciljem, da bi dosegli pomoč in tovarištvo. Ta združenja pa zaradi maloštevilnosti, za belo raso, niso predstavljala nikakršne grožnje. Sužnji, ki niso uspešno zbežali in so jih ujeli ter pripeljali nazaj, so bili lahko pohabljeni ali usmrčeni. Ponekod so vzpostavili civilno zaščito imenovano Santa hermandad (slo. Sveto bratstvo, ang. holy brotherhood), katera je lovila ubežnike ter jih pripeljala nazaj k njihovim gospodarjem.

## Osvoboditev ali libreto
Suženj se je lahko osvobodil le preko »manumisión«, ko mu je gospodar podaril svobodo, le-to pa si je tudi sam lahko kupil ter se razglasil za svobodnega (liberto). Cerkev je gospodarjevo odločitev, da sužnja osvobodi, močno hvalisala. Posledično se je za osvoboditev sužnjev odločilo kar nekaj gospodarjev, saj so bili prepričani, da bodo s tem rešili svojo dušo pred peklom.
Američani so prisotnost Afričanov začeli počasi sprejemati  ter jih asimilirati v svojo družbo, ki je bila kasneje bolj tolerantna, prav tako so jim omogočili nekaj nazivov kot na primer obrtnik in član nacionalne garde. Vseeno pa je bilo v družbi težko izničiti več stoletij trajajočo pozicijo Afričanov kot sužnjev. Proti ljudem, s temnejšo barvo polti, se je še vedno ohranilo ogromno predsodkov, prav tako so v preteklosti težje našli primerno zaposlitev. Šolanje za ta sloj ljudi je bil na sekundarni stopnji tako rekoč neobstoječ. 

## Odprava suženjstva
V času upada španske prevlade v svetu so suženjstvo v Argentini in Čilu odpravili, saj tam nikoli ni bil pomemben. V Venezueli in Peruju, kjer je bilo suženjstvo še vedno prisotno, so ga odpravili šele nekje v sredini 19. stoletja. Na obalah Karibov, predvsem na Kubi in Portoriku, kjer je bilo suženjstvo glavnega pomena in gonilna sila za delovanje trga, so suženjstvo odpravili šele leta 1886.